# 요시미 가즈키
요시미 가즈키(일본어: 吉見 一起, 1984년 9월 19일 ~ )는 일본의 전 프로 야구 선수이자 야구 해설가·평론가이다. 교토부 후쿠치야마시 출신이며 현역 시절 포지션은 투수였다.

## 인물

### 프로 입단 전
교토부 후쿠치야마시에서 태어나 초등학교 2학년 때부터 야구를 시작했고 곤코오사카 고등학교 재학 시절에는 팀의 에이스로서 활약하여 2002년 제74회 선발 고등학교 야구 대회에 첫 출전을 했다. 그러나 1차전에서 모리오카 료스케가 소속된 메이토쿠기주쿠 고등학교한테 패했다.
고교 졸업 후 토요타 자동차에 입사하면서 사회인 야구팀에서의 1순위 투수로 평가를 받았다. 팔꿈치 수술을 받은 적도 있어 낮은 평가를 받았지만 2005년에 있은 프로 야구 드래프트 회의에서 희망 입단범위를 통해 주니치 드래건스에 입단했다.

### 프로 입단 후

#### 2006년
입단 첫 해인 9월 10일에 1군으로 승격되었고 히로시마 도요 카프전에서 데뷔 첫 등판이 이뤄졌다. 1과 1/3이닝을 무실점으로 호투했고 9월 18일의 요코하마 베이스타스전에서는 5이닝 2실점을 기록하면서 데뷔 첫 승리 투수가 되었고 일본 시리즈에서도 중간 계투로서 등판했다.

#### 2007년
선발 로테이션에 합류하였지만 거듭된 성적 부진으로 인해 암울한 시즌을 보냈다. 2군에서 활약했을 당시 팜 일본 선수권에서는 최우수 선수상 수상했고 그 후 도미니카 공화국에서 열린 윈터 리그에 참가했다.

#### 2008년
시범 경기에서는 3경기에 출전하여 15이닝을 무실점으로 처리하는 등의 활약으로 개막전 1군 엔트리에 합류했다. 4월 6일의 도쿄 야쿠르트 스왈로스전에서는 데뷔 후 처음으로 완투승과 완봉승을 동시에 달성했고 4월 13일의 히로시마전에서는 피안타가 11개이면서도 연속 완봉승을 기록했다. 또한 피안타 11개 이상의 완봉승은 1989년 8월 4일의 요미우리 자이언츠전(요코하마 스타디움)에서 요코하마 다이요 웨일스의 니우라 히사오가 13개의 안타를 맞은 이후의 기록이 되었다. 개막 이후부터의 연속 무실점 이닝을 24와 2/3까지 늘리면서 8연승은 팀내 타이 기록이 되었다. 그리고 2008년 시즌은 2군에서의 개막전 선발 투수를 맡았다.
한 때는 팀의 사정으로 셋업맨으로 되돌아왔지만 오른쪽 어깨 통증에 의해 팀의 전력에서 이탈되었고 출전이 확정되어 있던 올스타전 출전을 포기했다. 어깨 통증이 치유된 여름 이후에는 다시 선발 로테이션으로 복귀하면서 시즌 10승을 기록했다. 시즌 통산 두 차례의 완봉은 콜비 루이스(당시 히로시마 도요 카프 소속)에 뒤를 이은 리그 최다 기록이었다.

#### 2009년
주니치의 에이스였던 가와카미 겐신이 애틀랜타 브레이브스에 이적한 직후의 시즌이 되었다. 작년과 마찬가지로 선발 로테이션에 합류하면서 4월 4일 요코하마전에서는 시즌 첫 선발로 등판해 투구수 95개를 던지면서 완봉 승리를 기록했다. 순조롭게 승리를 늘려가면서 전반기 마지막 등판이 된 7월 18일의 요코하마전에서는 시즌 10승째를 이미 시즌 4번째의 완봉 승리에서 달성하는 등 본인으로서는 처음으로 2년 연속 두 자릿수 승리 기록을 달성했다. 올스타전에서도 감독 추천으로 출전하면서 제2차전에는 후지카와 규지(한신 타이거스)의 뒤를 이어 등판했지만 패전 투수가 되었다.
후반기에서도 승리를 늘려나가면서 10월 3일의 요코하마전에서는 시즌 16승째를 올려 최종적으로 다테야마 쇼헤이(도쿄 야쿠르트 스왈로스)와 함께 공동 16승으로 다승왕 타이틀을 석권했다. 평균자책점도 1.996(동료인 천웨이인에 뒤를 이은 리그 2위)으로 자신의 첫 평균자책점 1점대를 기록했다. 그리고 시즌 통산 4차례의 완봉은 천웨이인과 와쿠이 히데아키(사이타마 세이부 라이온스)와 함께 양대 리그 최다이며 무볼넷 경기 3경기는 양대 리그를 통해 단독 최다, 1년을 통해서 안정된 투구를 보여주는 등 가와카미 겐신을 대신하는 활약을 했다. 10월 22일 주니치 스포츠에 게재된 요시미의 치료에 관한 보도에 대해서 10월 24일 일본 야구 기구 의학 분야 위원회는 진찰록 등의 상세 검토를 한 결과 “의학적으로 정당한 적응에 의한 치료 행위의 범주에 들어가는 것이라고 판단”이라는 내용의 공식 발표를 하면서 결백이 정식으로 입증되었다.

#### 2010년
처음으로 개막전 투수(vs 히로시마)를 맡았지만, 6이닝 3실점으로 패전 투수가 되었다. 작년보다 성적이 떨어졌지만 요미우리와 상대하면서 5승을 기록하는 등 3년 연속 두 자릿수 승리를 달성하면서 팀의 리그 우승에 기여했다. 클라이맥스 시리즈 파이널 스테이지에서는 2차전에 선발로 나와 호투를 했지만 일본 시리즈에서는 1차전 선발 투수를 맡는 등 2경기에 등판하면서 1패를 기록했다.

#### 2011년
작년에 부상당했던 팔꿈치를 두 차례나 수술받은 영향으로 정규 시즌 개막전 엔트리에는 제외되었지만 1군에 합류한 이후는 안정된 활약을 보여주면서 올스타전에도 감독 추천으로 출전하는 등 9월에는 자신의 첫 월간 MVP를 수상했다. 최종적으로 우쓰미 데쓰야(요미우리)와 공동으로 18승을 기록하면서 통산 두 번째의 다승왕 타이틀을 차지해 4년 연속으로 두 자릿수 승리를 달성했다. 평균자책점도 1.65을 기록하면서 본인으로서는 두 번째의 1점 대의 평균자책점을 기록하면서 최고 평균자책점의 타이틀도 동시에 석권했다. 게다가 다니시게 모토노부와 함께 최우수 배터리상도 수상했다. 그 외에도 최고 승률(.857), 최다 완봉(3차례 완봉), 최다 무볼넷 경기(3경기)도 연거푸 달성했다.
야쿠르트와의 클라이맥스 시리즈 파이널 스테이지에서는 1차전(11월 2일)에 선발 등판하면서 7과 1/3이닝으로 1실점을 기록하였고 주니치가 일본 시리즈 진출을 결정한 11월 6일 5차전에도 다시 선발로 나와 다테야마 쇼헤이과의 투수전을 펼친 끝에 8이닝을 던지면서 무실점으로 호투하는 등 클라이맥스 시리즈에서의 2승째를 올렸다. 평균자책점도 0.59를 나타내면서 뛰어난 안정감을 보여주었다는 공로로 클라이맥스 시리즈 MVP를 수상했다. 오치아이 히로미쓰 감독도 경기 종료 후에 가진 인터뷰에서 “(감독으로)취임하고 나서 요시미의 이런 좋은 피칭을 본 것은 처음이었다. 훌륭했다” 라고 극찬했다.
후쿠오카 소프트뱅크 호크스와의 일본 시리즈에서는 1차전 선발 투수로 예상되고 있었지만 실제로는 2차전에 선발 등판했다. 비록 승리는 연결되진 않았지만 6과 1/3이닝을 1실점으로 호투하면서 팀 승리에 기여했다. 6차전에서도 선발 등판해 7과 2/3이닝 1실점으로 승리투수가 되었다. 다음날인 7차전에서 주니치는 패하면서 일본 시리즈 우승에는 실패했지만 일본 시리즈 기간 중에 활약을 인정받아 감투상을 수상했다.

#### 2012년
5월 2일부터 6월 16일까지 부상에 의해 등록이 말소되었고 또 9월 19일부터 정규 시즌이 종료되는 10월 5일까지 오른쪽 팔꿈치 부상에 의해 재차 말소가 되는 등 2개월 이상을 2군에서 보냈다. 규정 투구 이닝을 채우지는 못했지만 자신으로서는 처음으로 시즌 최다 완투승, 통산 4번째의 최다 완봉, 3번째의 최다 무볼넷 경기를 달성했다. 또, 주니치에서는 호시노 센이치 이래가 되는 5년 연속 두 자릿수 승리도 달성했다.

## 플레이 스타일
현역 선발 투수로서는 다케다 마사루와 이시카와 마사노리에 뒤를 잇는 통산 볼넷율이 1.71을 기록하면서 뛰어난 제구력을 자랑한다. 노 와인드업의 오버스로로부터 속구와 같은 팔의 흔들림으로부터 던지는 슬라이더와 슈트, 포크볼을 무기로 컷 패스트볼, 체인지업, 팜볼 등 다채로운 변화구를 던지는 편이다. 다만 기본적인 구종인 커브는 던질 수가 없고 투구의 템포도 좋을 뿐만 아니라 타자를 투 스트라이크에 몰아넣고 나서는 압도적인 힘을 자랑한다.
스트레이트의 구속이 이전에는 최고 속도 150 km/h를 넘어 평소 145 km/h전후를 측정하고 있었지만 아마추어 시절을 포함한 어깨나 팔꿈치를 몇 차례나 부상당한 영향으로 2010년 이후는 평소 140 km/h 전후, 최고 속도에서도 145 km/h 정도였다. 그리고 시합 종반에는 강하면서 2009년에는 투구수가 90개를 넘는 이후의 피타율이 1할 4푼 9리를 기록하면서 경이적인 수치를 남기기도 했다.

## 상세 정보

### 출신 학교
- 곤코오사카 고등학교

### 선수 경력
사회인 시대
- 토요타 자동차

프로팀 경력
- 주니치 드래건스(2006년 ~ 2020년)

### 수상·타이틀 경력

#### 타이틀
- 다승왕 : 2회(2009년, 2011년)
- 최우수 평균 자책점 : 1회(2011년)
- 최고 승률(당시는 타이틀이 아님) : 1회(2011년) ※센트럴 리그에서는 1972년까지 타이틀로 제정됨.

#### 수상
- 베스트 나인 : 1회(2011년)
- 최우수 투수 : 1회(2011년)
- 클라이맥스 시리즈 MVP : 1회(2011년)
- 일본 시리즈 감투상 : 1회(2011년)
- 월간 MVP : 2회(2011년 9월, 2012년 8월)
- 팜 일본 선수권 MVP : 1회(2007년)
- 최우수 배터리상 : 1회(2011년) ※포수 : 다니시게 모토노부
- 야나세·힘내라 드래건스 MIP상 : 2회(2008년, 2011년)[2]

### 개인 기록

#### 투수 기록
- 첫 등판 : 2006년 9월 10일, 대 히로시마 도요 카프 17차전(히로시마 시민 구장), 8회말 2사에 6번째 투수로서 구원 등판·마무리, 1과 1/3이닝 무실점
- 첫 선발·첫 승리 : 2006년 9월 18일, 대 요코하마 베이스타스 14차전(요코하마 스타디움), 5이닝 2실점
- 첫 탈삼진 : 상동, 1회말에 긴조 다쓰히코로부터 루킹 삼진
- 첫 홀드 : 2008년 3월 30일, 대 히로시마 도요 카프 3차전(나고야 돔), 6회초에 2번째 투수로서 구원 등판, 2이닝 무실점
- 첫 완투 승리·첫 완봉 승리 : 2008년 4월 6일, 대 도쿄 야쿠르트 스왈로스 3차전(나고야 돔)

#### 타격 기록
- 첫 안타 : 2006년 10월 7일, 대 요코하마 베이스타스 20차전(요코하마 스타디움), 5회초에 가도쿠라 겐으로부터 중전 안타
- 첫 타점 : 2008년 4월 27일, 대 도쿄 야쿠르트 스왈로스 6차전(메이지 진구 야구장), 6회초에 마스부치 다쓰요시로부터 1루 앞 스퀴즈

#### 기록 달성 경력
- 통산 1000투구 이닝 : 2016년 8월 9일, 대 도쿄 야쿠르트 스왈로스 19차전(나고야 돔), 7회초 3사에 니시다 아키히사를 유격수 땅볼로 잡아 달성 ※역대 344번째

#### 기타
- 최다 완봉 : 4회(2008년, 2009년, 2011년, 2012년)
- 시즌 최다 무볼넷 경기 : 3회(2009년, 2011년, 2012년)

### 등번호
- 19(2006년 ~ 2020년)

### 연도별 투수 성적
| 연 도       | 소 속       | 등 판 | 선 발 | 완 투 | 완 봉 | 무 4 구 | 승 리 | 패 전 | 세 이 브 | 홀 드 | 승 률 | 타 자 | 이 닝  | 피 안 타 | 피 홈 런 | 볼 넷 | 고 4 | 몸 맞 | 탈 삼 진 | 폭 투 | 보 크 | 실 점 | 자 책 점 | 평 자 책 | W H I P |
| ----------- | ----------- | ----- | ----- | ----- | ----- | ------- | ----- | ----- | -------- | ----- | ----- | ----- | ------ | -------- | -------- | ----- | ---- | ----- | -------- | ----- | ----- | ----- | -------- | -------- | ------- |
| 2006년      | 주니치      | 4     | 2     | 0     | 0     | 0       | 1     | 0     | 0        | 0     | 1.000 | 53    | 13.1   | 10       | 1        | 3     | 0    | 0     | 10       | 0     | 0     | 4     | 4        | 2.70     | 0.98    |
| 2007년      | 주니치      | 5     | 4     | 0     | 0     | 0       | 0     | 1     | 0        | 0     | .000  | 74    | 14.2   | 25       | 5        | 7     | 0    | 0     | 14       | 1     | 0     | 14    | 12       | 7.36     | 2.18    |
| 2008년      | 주니치      | 35    | 14    | 3     | 2     | 0       | 10    | 3     | 0        | 10    | .769  | 476   | 114.1  | 118      | 11       | 25    | 0    | 4     | 82       | 1     | 0     | 46    | 41       | 3.23     | 1.25    |
| 2009년      | 주니치      | 27    | 25    | 5     | 4     | 3       | 16    | 7     | 0        | 1     | .696  | 750   | 189.1  | 166      | 10       | 33    | 2    | 3     | 147      | 6     | 1     | 52    | 42       | 2.00     | 1.05    |
| 2010년      | 주니치      | 25    | 25    | 1     | 1     | 0       | 12    | 9     | 0        | 0     | .571  | 659   | 156.2  | 159      | 19       | 25    | 4    | 5     | 115      | 5     | 0     | 67    | 61       | 3.50     | 1.17    |
| 2011년      | 주니치      | 26    | 25    | 5     | 3     | 3       | 18    | 3     | 0        | 0     | .857  | 734   | 190.2  | 143      | 8        | 23    | 1    | 4     | 120      | 0     | 0     | 38    | 35       | 1.65     | 0.87    |
| 2012년      | 주니치      | 19    | 19    | 6     | 2     | 3       | 13    | 4     | 0        | 0     | .765  | 529   | 138.2  | 121      | 5        | 13    | 0    | 0     | 76       | 1     | 0     | 28    | 27       | 1.75     | 0.97    |
| 2013년      | 주니치      | 6     | 6     | 0     | 0     | 0       | 1     | 4     | 0        | 0     | .200  | 157   | 36.1   | 40       | 5        | 10    | 3    | 0     | 29       | 0     | 0     | 19    | 19       | 4.71     | 1.38    |
| 2014년      | 주니치      | 3     | 3     | 0     | 0     | 0       | 0     | 1     | 0        | 0     | .000  | 62    | 15.0   | 16       | 4        | 2     | 0    | 0     | 6        | 0     | 0     | 8     | 7        | 4.20     | 1.20    |
| 2015년      | 주니치      | 8     | 8     | 0     | 0     | 0       | 3     | 0     | 0        | 0     | 1.000 | 186   | 48.0   | 34       | 0        | 12    | 0    | 1     | 39       | 1     | 0     | 5     | 5        | 0.94     | 0.96    |
| 2016년      | 주니치      | 21    | 21    | 1     | 0     | 0       | 6     | 7     | 0        | 0     | .462  | 535   | 131.1  | 134      | 11       | 27    | 2    | 0     | 81       | 1     | 0     | 49    | 45       | 3.08     | 1.23    |
| 2017년      | 주니치      | 14    | 14    | 0     | 0     | 0       | 3     | 7     | 0        | 0     | .300  | 334   | 75.2   | 93       | 8        | 14    | 0    | 1     | 38       | 0     | 0     | 49    | 44       | 5.23     | 1.41    |
| 2018년      | 주니치      | 20    | 20    | 1     | 1     | 1       | 5     | 7     | 0        | 0     | .417  | 516   | 125.2  | 136      | 15       | 24    | 0    | 4     | 61       | 1     | 1     | 54    | 54       | 3.87     | 1.27    |
| 2019년      | 주니치      | 5     | 5     | 0     | 0     | 0       | 1     | 1     | 0        | 0     | .500  | 96    | 19.2   | 30       | 0        | 4     | 0    | 2     | 17       | 1     | 0     | 14    | 14       | 6.41     | 1.73    |
| 2020년      | 주니치      | 5     | 5     | 0     | 0     | 0       | 1     | 2     | 0        | 0     | .333  | 77    | 17.2   | 21       | 6        | 3     | 0    | 2     | 10       | 0     | 0     | 11    | 11       | 5.60     | 1.36    |
| 통산 : 15년 | 통산 : 15년 | 223   | 196   | 22    | 13    | 10      | 90    | 56    | 0        | 11    | .616  | 5238  | 1287.0 | 1246     | 108      | 225   | 12   | 26    | 845      | 18    | 2     | 458   | 421      | 2.94     | 1.14    |

- 굵은 글씨는 시즌 최고 성적.

### 연도별 수비 성적
| 연도 | 소속   | 투수  | 투수  | 투수  | 투수  | 투수  | 투수     |
| 연도 | 소속   | 경 기 | 척 살 | 보 살 | 실 책 | 병 살 | 수 비 율 |
| ---- | ------ | ----- | ----- | ----- | ----- | ----- | -------- |
| 2006 | 주니치 | 4     | 2     | 3     | 1     | 0     | .833     |
| 2007 | 주니치 | 5     | 0     | 4     | 0     | 0     | 1.000    |
| 2008 | 주니치 | 35    | 10    | 15    | 1     | 0     | .962     |
| 2009 | 주니치 | 27    | 10    | 32    | 1     | 4     | .977     |
| 2010 | 주니치 | 25    | 7     | 24    | 1     | 1     | .969     |
| 2011 | 주니치 | 26    | 10    | 41    | 2     | 3     | .962     |
| 2012 | 주니치 | 19    | 7     | 27    | 0     | 0     | 1.000    |
| 2013 | 주니치 | 6     | 2     | 11    | 0     | 0     | 1.000    |
| 2014 | 주니치 | 3     | 0     | 3     | 0     | 0     | 1.000    |
| 2015 | 주니치 | 8     | 2     | 13    | 0     | 4     | 1.000    |
| 2016 | 주니치 | 21    | 5     | 27    | 0     | 1     | 1.000    |
| 2017 | 주니치 | 14    | 6     | 14    | 0     | 0     | 1.000    |
| 2018 | 주니치 | 20    | 3     | 28    | 0     | 1     | 1.000    |
| 2019 | 주니치 | 5     | 2     | 6     | 0     | 0     | 1.000    |
| 2020 | 주니치 | 5     | 4     | 1     | 0     | 0     | 1.000    |
| 통산 | 통산   | 223   | 70    | 249   | 6     | 14    | .982     |